# Rohrbach Ro VIII
Il Rohrbach Ro VIII era un trimotore da trasporto passeggeri, monoplano ad ala alta, sviluppato dall'azienda aeronautica tedesca Rohrbach Metallflugzeugbau GmbH negli anni venti.
Identificato come "Roland I", "Roland Ia" e "Roland II" durante la produzione, varianti che si differenziavano per qualche particolare tecnico, misure e motorizzazione adottata, fu il modello di maggior successo commerciale della ditta e contribuì a sviluppare il trasporto aereo di persone e merci nel decennio successivo al termine della prima guerra mondiale.

## Storia del progetto
Dopo che, nel 1926, a seguito della fusione tra le compagnie "Uberwald Aero Lloyd" (DAL) e "Junkers Luftverkehr" venne fondata a Berlino la Deutsche Luft Hansa (DLH), i vertici della nuova compagnia aerea nazionale decisero di rinnovare ed integrare la flotta delle due precedenti realtà con dei nuovi modelli atti a sopperire le carenze operative dei precedenti velivoli.
A questo scopo l'azienda emise una specifica per la fornitura di un modello atto ad operare su rotte che attraversavano regioni montagnose alla quale rispose la Rohrbach Metallflugzeugbau con un velivolo trimotore dallo scompartimento passeggeri da dieci posti a sedere, dall'impostazione classica per il periodo, ala alta e carrello d'atterraggio fisso, caratterizzato da una fusoliera in metallo ondulato ed ottima, per il periodo, velocità variometrica. Il progetto era inoltre dotato di innovazioni tecnologiche atte ad aumentare il comfort dei passeggeri tra cui l'insonorizzazione, il riscaldamento dello scompartimento passeggeri e la presenza di un gabinetto verso coda.
Il primo esemplare realizzato, portato in volo per la prima volta nel settembre di quello stesso anno, presentava una cabina di pilotaggio aperta, ma consegnato all'azienda per le valutazioni ne venne richiesto una modifica al fine che i piloti potessero beneficiare di un maggior comfort date le rigide temperature che dovevano fronteggiare nell'attraversamento delle Alpi, la cui soluzione consisté nell'adottare una copertura che aveva anche il vantaggio di migliorare l'aerodinamicità complessiva del modello. In sede di produzione verrà in seguito adottata, dalla variante "Roland II", una fusoliera dalla cabina di guida completamente chiusa.

## Tecnica

### Motori
La propulsione venne inizialmente affidata affidata a tre BMW IV, un motore a 6 cilindri in linea raffreddato ad acqua, in grado di erogare una potenza pari a 230 PS (169 kW) ciascuno, collocati uno all'estremità anteriore della fusoliera e i restanti in gondole alari ed azionanti eliche bipala.

## Impiego operativo
Gli esemplari vennero utilizzati da diverse compagnie aeree nazionali ed estere. Tra queste la svizzera Ad Astra Aero e la spagnola Iberia.
Un esemplare versione Roland II (D 991, WNr. 18, "Zugspitze") nell'estate 1928 fu oggetto di una conversione destinata ad uso militare indicata come "Notrüstungstype“. La variante venne identificata dall'azienda come "Roland Mb" o "Militär Roland".

## Versioni
Ro VIII Roland I
primo lotto di produzione in serie, versione equipaggiata con tre motori 6 cilindri in linea BMW IV.
Ro VIII Roland Ia
citata anche come Ro VIIIa, versione caratterizzata dalla fusoliera allungata di 30 cm e che adottava tre 12 cilindri a V BMW V dalla potenza maggiorata.
Ro VIII Roland II
variante interessata da numerose modifiche alla cellula, con cabina di pilotaggio chiusa e migliorata, scompartimento passeggeri allargato, diversa ala, più grande e con serbatoi dall'incrementata capacità. e coda ridisegnata. In seguito alcuni esemplari vennero equipaggiati con motori Junkers L5.

## Utilizzatori

### Civili
Germania
- Deutsche Luft Hansa (DLH)

[[File:
Flag of the Soviet Union (1936 – 1955).svg|class=noviewer|
Unione Sovietica (bandiera)|border|20x16px]] Germania-Unione Sovietica
- Deruluft

 Spagna
- Iberia

operò con 4 esemplari ex Deutsche Luft Hansa (DLH) tra il 1927 ed in 1929.
 Svizzera
- Ad Astra Aero

### Militari
Germania
- Luftwaffe
  - Deutsche Verkehrsfliegerschule (DVS)

### Periodici
- (EN) THE ROHRBACH "ROLAND II" - Improved Version recently Completed, su Flight, http://www.flightglobal.com/home/default.aspx, 23 maggio 1929. URL consultato il 27 luglio 2013.